# Cambridge Optical Aperture Synthesis Telescope
Le Cambridge Optical Aperture Synthesis Telescope ou COAST est un interféromètre astronomique optique multi-éléments avec des lignes de bases allant jusqu'à 100 mètres, qui utilise la synthèse d'ouverture pour observer les étoiles avec une résolution angulaire aussi élevée qu'un millième de seconde d'arc (produisant des images de résolution beaucoup plus élevée que les télescopes individuels, dont le télescope spatial Hubble). La principale limitation est que COAST ne peut imager que des étoiles brillantes.
Il a été le premier interféromètre à longue base à obtenir des images à haute résolution des surfaces d'étoiles autres que le Soleil (bien que les surfaces d'autres étoiles aient déjà été imagées à une résolution inférieure à l'aide de l'interféromètre à masquage d'ouverture sur le télescope William Herschel).
Le réseau COAST a été conçu par John E. Baldwin (en) et est exploité par le Cavendish Astrophysics Group (en). Il est situé à l'observatoire de radioastronomie Mullard dans le Cambridgeshire, en Angleterre,.